# عملة البانكور

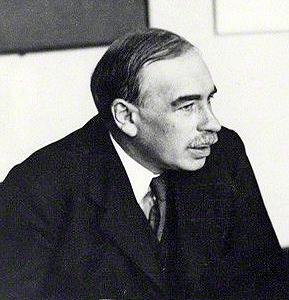
جون ماينارد كينز

عملة البانكور، كانت عملة دولية قام بتصورها جون ماينارد كينز واي اف شوماخر في الاعوام 1940- 1942م. والتي اقترحت المملكة المتحدة بتقديمها بعد الحرب العالمية الثانية، وكان الاسم مستوحى من الفرنسيون بنك أو (بنك الذهب). وهذه العملة التي تم انشاؤها حديثاً سوف يتم استخدامها كوحدة حساب في التجارة الدولية ضمن نظام مقاصة متعدد الأطراف - الاتحاد الدولي للمقاصة - والذي يجب أيضا تأسيسه.

## ملخص
اقترح جون مينارد كينز تفسير لعدم فعالية السياسة النقدية لوقف الكساد، فضلاً عن التفسير غير النقدي للكساد، وأخيراً بديل للسياسة النقدية لمواجهة الكساد. اعتقد كينز بأنه في أوقات البطالة الشديدة لا يمكن خفض أسعار الفائدة من خلال السياسات النقدية. إن قدرة رأس المال على التنقل بين البلدان الساعية إلى الحصول على أعلى معدل فائدة أحبطت السياسات الكينزية. من خلال سيطرة الحكومة عن قرب للتجارة الدولية وحركة الأموال، ستكون السياسة الكينزية أكثر فعالية في تحفيز الاقتصاد الشخصي.
لن تكون البانكور عملة دولية. بدلاً من ذلك، سوف تكون وحدة حساب تستخدم لتتبع التدفقات الدولية للأصول والخصوم، والتي سوف يتم اجراءها من خلال الاتحاد الدولي للمقاصة. يمكن استبدال الذهب مقابل البانكور، ولكن لا يمكن استبدال البانكور بالذهب. لا يمكن للأفراد الاحتفاظ أو التداول بالبانكور. سوف يتم تقييم جميع التجارة الدولية وتخليصها في البانكور. والبلدان التي لديها فائض في أصول البانكور والدول التي تعاني من عجز في التزامات البانكور الزائدة ستتحمل على حد سواء لتوفير حوافز متماثلة عليها لاتخاذ إجراءات لاستعادة التجارة المتوازنة. على حد تعبير بن ستيل، سيضيف كل عنصر يتم تصديره من قِبل دولة عضو بانكور إلى حساب ICB الخاص به، وسيؤدي كل عنصر يتم استيراده إلى طرح البانكور. وسوف يتم فرض حدود على مبلغ البانكور الذي يمكن ان يراكمه بلد ما عن طريق البيع في الخارج أكثر مما اشتراه وعلى مقدار ديون البانكور التي يمكن أن يتراكم عليها عن طريق الشراء أكثر مما يباع. كان هذا لمنع البلدان من تراكم الفوائض أو العجز المفرط. ستكون حدود كل دولة متناسبة مع نصيبها من التجارة العالمية، وبمجرد اختراق الحدود الأولية، سيسمح للبلدان التي تعاني من العجز بأن تنخفض، والبلدان ذات الفائض سوف ترفع قيمة عملاتها. وهذا من شأنه بأن يجعل سلع البلدان التي تعاني من عجز ارخص ثمناً، وأن يجعل فائض السلع القطرية أكثر تكلفة، بهدف تحفيز إعادة التوازن في التجارة. قد يؤدي المزيد من الخروقات في مركز الخصم أو الائتمان من بانكور إلى اتخاذ إجراء إلزامي. النسبة للمدينين المزمنين، قد يشمل ذلك الاستهلاك الإلزامي للعملة، وزيادة مدفوعات الفائدة لصندوق الاحتياطي ICB، ومبيعات الذهب القسرية، وقيود تصدير رأس المال. بالنسبة للدائنين المزمنين، سيشمل ذلك رفع قيمة العملة ودفع فائدة لا تقل عن 5 في المائة على الفائض من الائتمانيات، وترتفع إلى 10 في المائة على الائتمانيات الزائدة الكبيرة، إلى الصندوق الاحتياطي الخاص بالبنك الدولي. لم يصدق كينز أبدًا أن الدائنين سيدفعون بالفعل الغرامات، كان يعتقد أنهم سيتخذون الإجراءات اللازمة لتجنبها بدلاً من ذلك.

## مؤتمر بريتون وودز
تمكن كينز بجعل اقتراحه هو الاقتراح البريطاني الرئيسي في مؤتمر بريتون وودز ولكن لم يتم قبول الاقتراح. وبدلاً من العملة الدولية، اعتمد المؤتمر نظاماً لأسعار الصرف المرتبطة في النهاية بالذهب المادي في نظام يديره البنك الدولي وصندوق النقد الدولي في الممارسة العملية. حدد النظام ضمنياً عملة الدولار للولايات المتحدة كعملة احتياطية قابلة للتحويل إلى ذهب بسعر ثابت عند الطلب من قبل الحكومات الأخرى. تم تأسيس الدولار ضمنياً كاحتياطي من الفائض التجاري الكبير واحتياطات الذهب التي تحتفظ بها الولايات المتحدة في وقت المؤتمر.

## احياء الاقتراح
منذ اندلاع الازمة المالية عام 2008 م، قد تم احياء اقتراح كينز في خطاب القاه في مارس 2008 بعنوان اصلاح النظام النقدي الدولي، وصف تشو شياوتشوان، محافظ بنك الصين الشعبي نهج كينز للبانكور بأنه «بعيد النظر» واقترح اعتماد صندوق النقد الدولي (IMF) حقوق السحب الخاصة (SDRs) كعملة احتياطية عالمية استجابةً للأزمة المالية لعام 2007-2010 م. وجادل بأن العملة الوطنية غير مناسبة كعملة احتياطية عالمية بسبب معضلة تريفين، الصعوبة التي يوجهها مصدرو العملات الاحتياطية في محاولة تحقيق أهداف سياستهم النقدية المحلية في نفس الوقت وتلبية طلب البلدان الأخرى على احتياطي العملة. يمكن إيجاد تحليل مشابه في تقرير الأمم المتحدة «خبراء في اصلاح النظام النقدي والمالي» وكما أيضا في دراسة صندوق النقد الدولي التي تم إصدارها في الثالث عشر من أبريل 2010 م.